# 中華民國科技

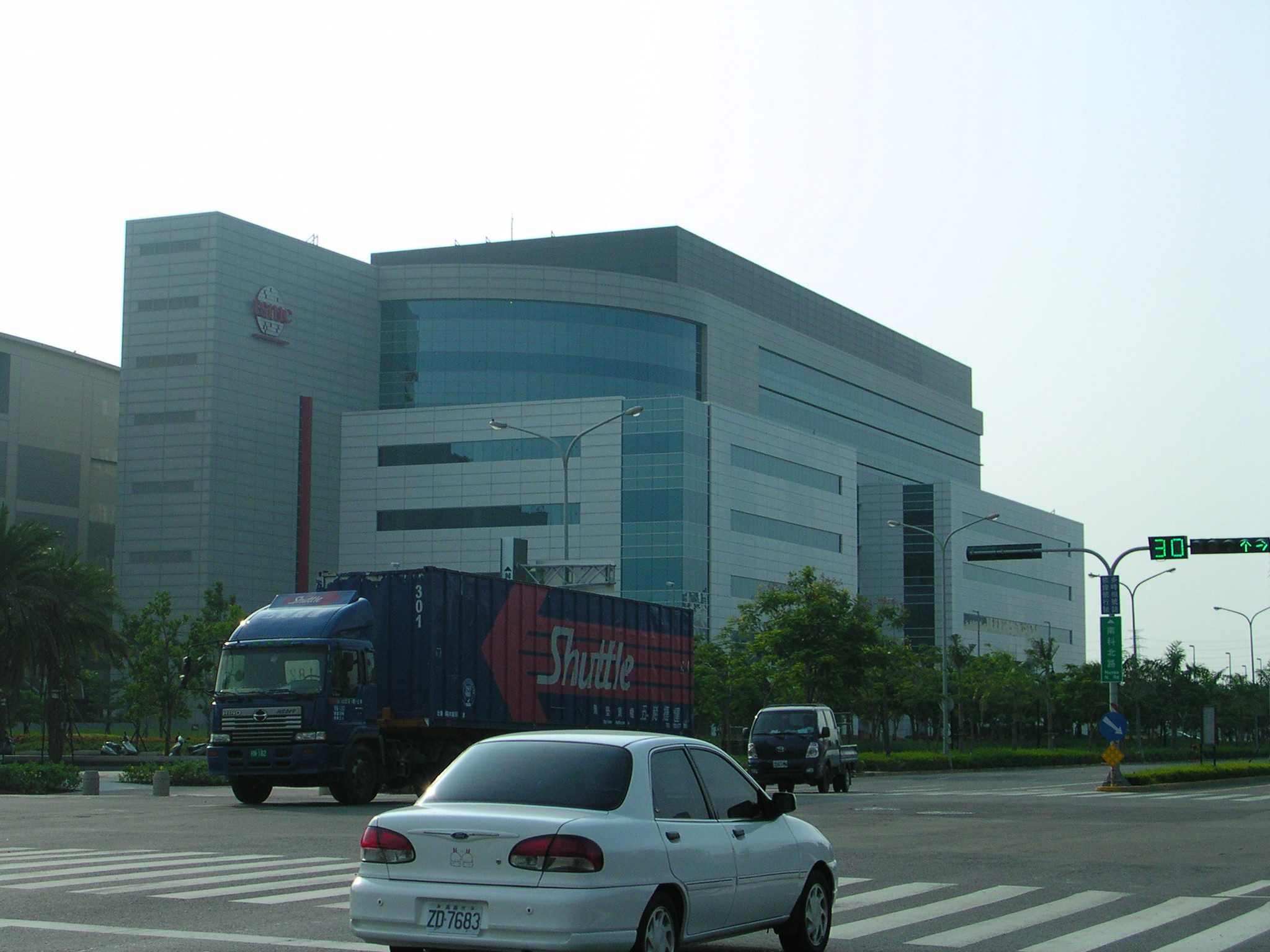
位於台南市新市區台南科學園區的台積電廠房。

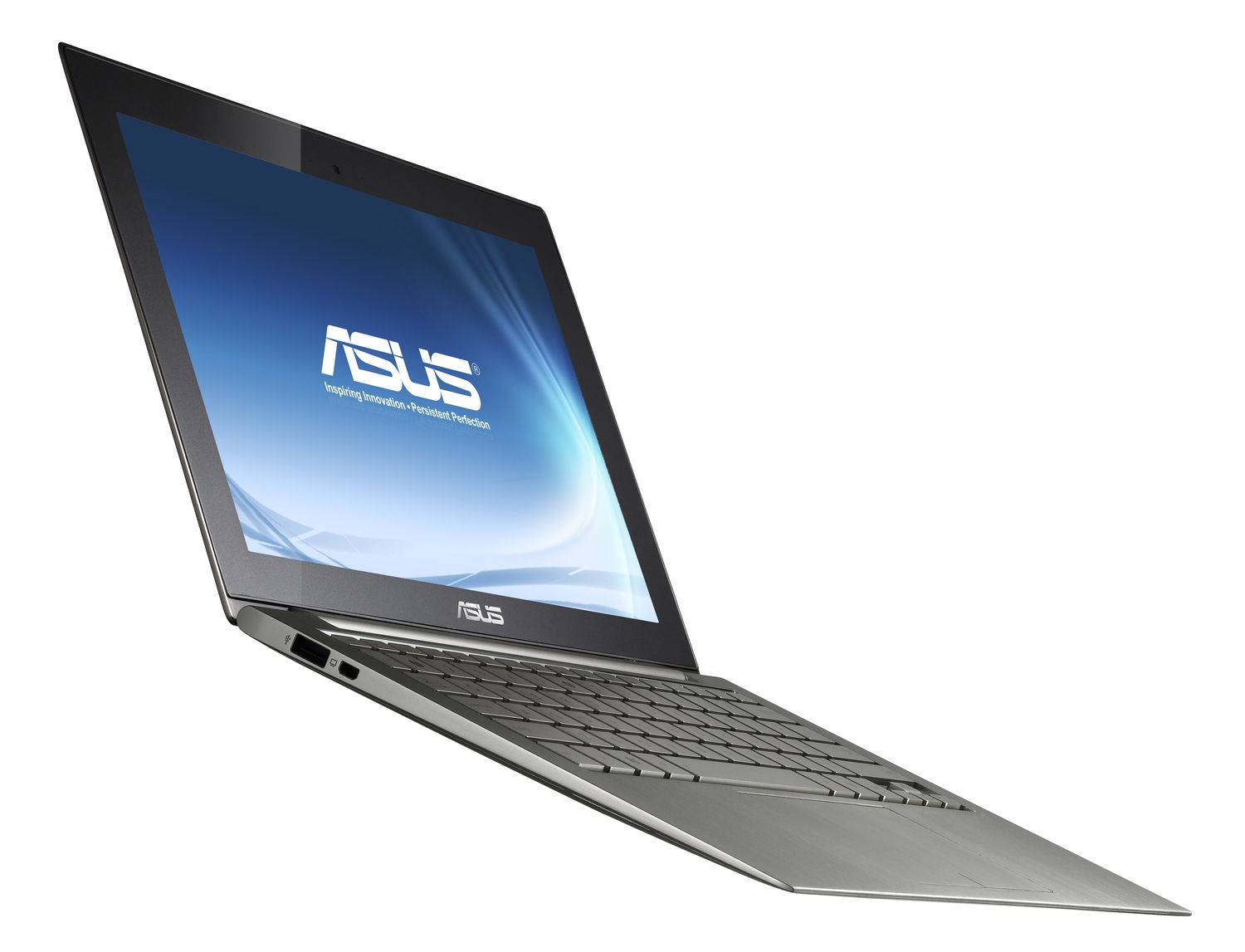
華碩X21超极本。

中華民國科技是指中華民國的科技產業，包括大陆时期和台湾时期。
1912年，中华民国在中国大陆建立后，由于军阀割据，以及西方列强在各地租界掠夺物质财富，加之1937年至1945年的日本侵华和1945年至1950年的国共第二次内战，中华民国科技发展缓慢。:71-72:77-78
1949年中华民国政府迁台之后，蒋中正执政时期科技主要以引进美国科技为主，随着蒋经国执政，亚洲四小龙经济起飞，中华民国科技发展速度加快。截至目前（2021年）為止，中華民國在精密機械設備、精密儀器、超精密光學、醫藥、醫療科技、電機產品、工業電機及化學工程等方面，雖尚未達到美、德、日、英及法國等傳統先進國家之水準，但在世界範圍內，仍然屬於中上之層次。
在精密機械設備、精密儀器與超精密光學這三個領域，中华民国在東亞僅次於日本；在微電子方面，例如晶圓製程、積體電路與IC設計等等，中華民國代表世界頂尖水平。於军事科技和航空航天等尖端科技領域，中華民國擁有自主之超合金單晶鑄造技術，能夠獨立研發製造軍用渦輪扇發動機；在飛彈、火箭等非載人飛行器领域，中華民國也是除了美、日、英、法、俄等傳統軍事工業強國以外國家中的翹楚。

## 大陆时期
1912年，詹天佑发起了“中华工程师会”，总部位于广东省广州市，之后一直到1949年，一共有科技社团150多家。:71-72:77-78
1928年，中华民国南京国民政府建立了“中央研究院”，蔡元培担任第一任院长，同时建立了“学术评议制度”和“院士制度”，一共院士81名。:71-72:77-78同时期，“北平研究院”和“中国西部科学院”等地方科技学院建立，部分大学也建立了研究院所。:71-72:77-78
1930年，中央研究院建立了“物理、化学、工程、地质、天文”等研究所，为往后的中国大陆和台湾的科技奠定了坚实基础。:71-72:77-78

### 数学

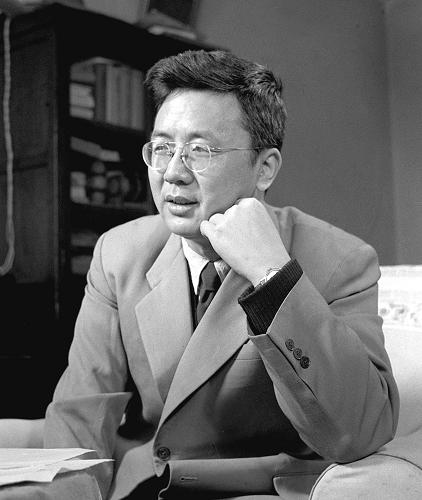
华罗庚。

在数学领域，中华民国科技达到了国际水平，有着杰出的数学家，如：陈建功、苏步青、华罗庚。:71-72:77-78
陈建功是浙江省绍兴市人，曾三次到大日本帝国留学，有理学博士学位，在浙江大学任教，他在“函数论”方面卓有建树，代表文章是《具有绝对收敛富里埃级数的函数类》。:71-72:77-78
苏步青是浙江省平阳县人，在大日本帝国拿到了理学博士学位，在浙江大学任教，他主要研究“微分几何学”，其《射线曲线概论》曾轰动国际数学界。:71-72:77-78
华罗庚是江苏省金坛县人，毕业于清华大学数学系，他主要研究“堆垒素数论”，其成果主要有“华氏定理”、“布劳威尔-加当-华定理”、“华-王方法”、“华氏算子”、“华氏不变式”。:71-72:77-78

### 物理学

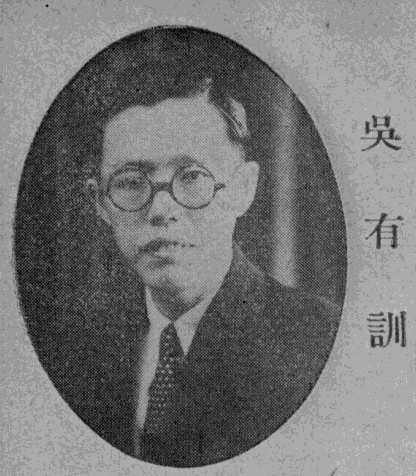
吴有训。

物理学方面，江西省高安市人吴有训是近代中国物理学的先驱和开山人，他毕业于美国芝加哥大学，他验证了“康普顿效应”，对“X射线散射理论”研究独有建树，是公认的首位对世界现代科学做出重大贡献的华人科学家。:71-72:77-78

### 化学

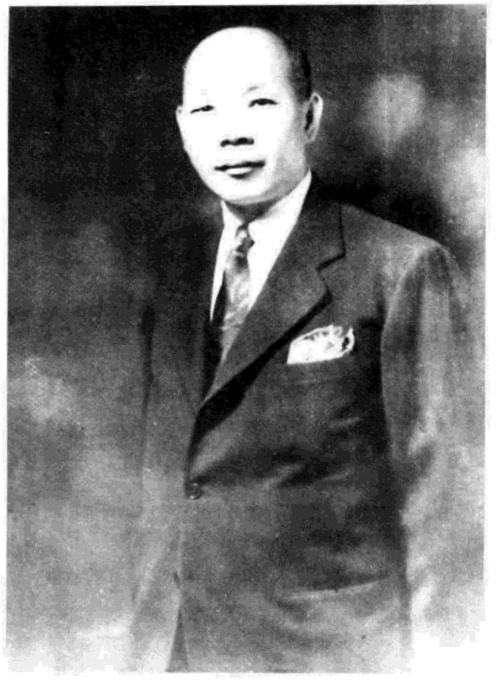
侯德榜。

化学界的代表人物有侯德榜，并且因为他才使得当时中华民国的制碱技术领先世界，1926年，他制作出亚洲第一批“纯碱”，以“红三角”作为商标，在美国费城万国博览会、瑞士国际商品展览会等夺得金奖。:71-72:77-781939年，侯德榜又发明了“联合制碱法”，把“纯碱厂”和“合成氨厂”联合，制作出“纯碱”和“氯化铵”，这种方法被誉为“侯氏制碱法”。:71-72:77-78

### 气象学

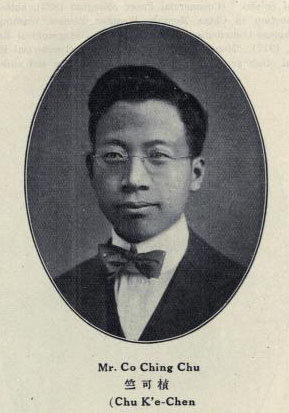
竺可桢。

气象学方面，竺可桢是先驱者，他是浙江省绍兴县人，毕业于美国伊利诺伊大学、哈佛大学，他创建了中国现代气象学，同时对浙江大学贡献颇多。:71-72:77-78

### 地质学

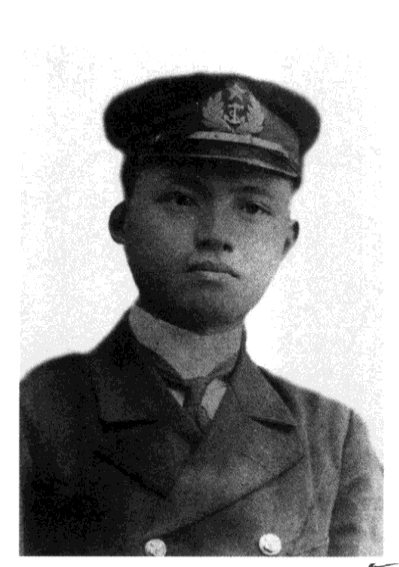
李四光。

地质学方便，李四光是主要代表人物，他留学日本，曾学习造船，造船需要钢铁，他又到英国学习地质学来寻找铁矿，他主要研究地质现象的本质、地壳结构和构造规律，1920年代提出“地质力学”理论，从而在各地发现了石油资源，否定了西方科学家所谓“中国贫油论”。:71-72:77-78

### 工程建筑
工程建筑方面，突出成绩是1937年钱塘江大桥建成，古代中国的桥梁技术非常发达，但是经过清朝的落后和西方列强入侵，当时中华民国的桥梁都是西方人设计建筑的，茅以升决心“争一口气”，钱塘江波涛汹涌，流沙40米深，外国工程师不敢接单，茅以升欣然领受，1933年开始设计和建造，1937年终于打造完成，这也是中国历史上第一座公路、铁路双层大桥。:71-72:77-78
梁思成、林徽因两位建筑学家则对“中国建筑民族传统风格”的继承和发展有着连接作用。:71-72:77-78

## 台湾时期
在中華民國政府撤往臺灣地區後，同樣帶來來自中國大陸地區的學術人才與科學技術，並且作為之後發展科學技術的基礎。中国学者、新文化运动领袖胡适认为“学术是一个国家无形的财富”，在国立北京大学当校长时曾提出一个学术独立十年计划，但后来由于中国局势的影响未能实现，1958年担任中央研究院院长后，胡适根据此前方案编写了《国家发展科学培植人才的五年计划的纲领草案》。1959年2月1日，行政院師法美國國家科學基金會，成立「國家長期發展科學委員會」（長科會），胡适担任主席，教育部长梅贻琦当副主席。長科會后更名为國科會即今中华民国科技部，该机构拥有稳定的经费，可不计产出的现实利益而专注于学术研究，对台湾学术影响深远。
經過多年的發展，臺灣科技面向約可分為朝向花卉產業、以蝴蝶蘭為代表的農業科技、朝向傳統產業製造技術、以紡織為代表的的製造轉型科技，以及因為自身大力發展半導體、電腦週邊、光電科技、通訊產業等而在世界經濟具知名度的高科技產業。另外在1999年1月，臺灣在歷經10年發展的太空計畫後成功完成福爾摩沙衛星一號的發射工作，藉此建立臺灣自身太空科技技術、以及扶植國內產業發展衛星元件之能力。而受到產業不斷外移的影響，中華民國面臨提升自身生產力、經濟發展更趨多元與提高科學研發能力以讓企業駐留臺灣等課題。
自1980年起，政府相繼成立竹科、南科與中科等科學園區，大力鼓勵國內或者海外廠商投資積體電路、電腦等高科技產業，希望能夠以耗能少、污染低、附加價值高的技術密集型科技產業取代傳統產業。今日高科技已經成為中華民國重要經濟命脈，並且產業架構亦在全球經濟中扮演著重要關鍵角色。許多科技公司也陸陸續續將其市場規模從臺灣地區擴展至全球，例如個人電腦製作公司宏碁、華碩、廣達；手機製造商宏達電；電子代工企業鴻海等著名公司。2009年5月時，政府宣佈未來將從過去專注資訊、半導體、通訊及面板等產業，轉而發展包括精緻農業、生物科技、醫療照護、觀光旅遊、綠色能源以及文化創意這六大新興產業。

### 发展过程
中华民国政府迁台之后，领土面积狭小和资源匮乏给科技发展带来不利影响，于是转向发展“高科技产业”，输出具有国际竞争力的产品，才能拉动经济和竞争优势，电子软件和精密机器以及生物医学领先世界，形成了北台湾IC、中台湾奈米技术、南台湾光电技术的高科技产业群。台湾的“IT产业”拥有世界领先技术，目前世界上能生产电脑主板芯片“南桥北桥”和“中央处理器（CPU）”的只有台湾和美国，著名公司有：华硕、明基和宏碁。而台積電更為目前全球最大的半導體製造大廠，2013年營收19.85億美元，晶圓代工市佔率46%。2024年台積電市占率更是達61.7%，穩居龍頭地位。
1993年，台湾在美国申请科技专利1198件，世界排名第七位。
1997年，中华民国经济部制定政策，24项高科技技术被列入关键性发展技术，包括精密零组件、64位微处理机、通讯技术关键零组件、高清晰实训产品、生物科技产品、合成材料。
1998年，台湾科研投入1770.54亿元台币，占GDP的1.98%。同年，台湾在美国发表论文8592篇，全世界排名19位。同年，台湾科技实力排名世界第11位。
21世纪初期，台湾制定了4大高科技尖端产业发展规划，包括：資訊科技、电子技术（尤其半导体）、生物科技、航太工程。
2013年，台湾奈米专利达到世界第四位。台湾正新橡胶则名列全世界十强。
2015年1月，國家同步輻射研究中心的「台灣光子源」加速器，試俥打出第一道強光，亮度是太陽光的百萬倍，為全球最亮光源。設計有四十八個出光口，預計2015年底將會建好五條光束線，2016年就可正式開放給國內外用戶使用。中研院院士陳建德表示，台灣的諾貝爾獎，很可能就在這裡發生。

### 相关排名

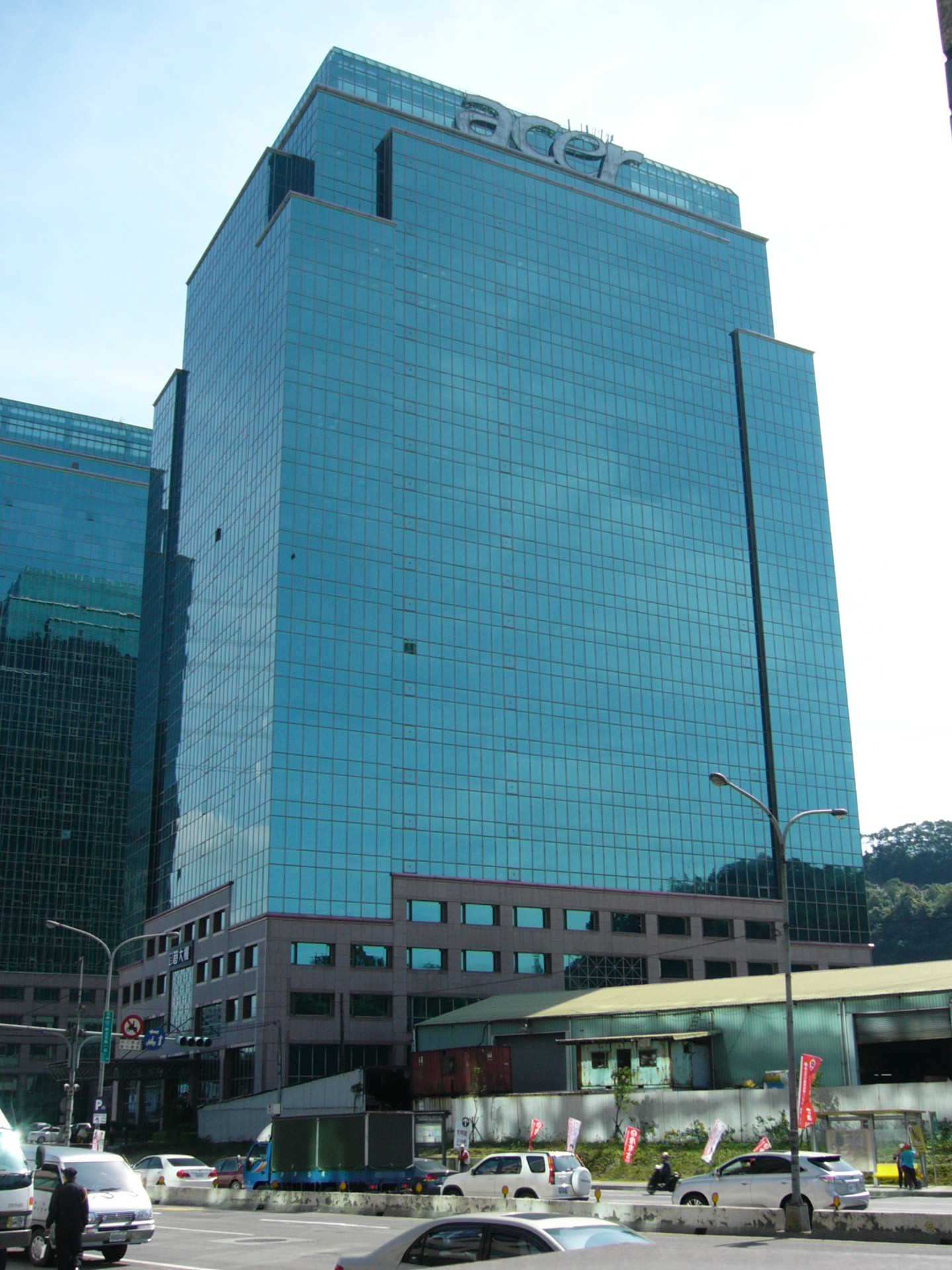
位於新北市汐止區的宏碁總部大楼。

根据資訊与通信科技发展和使用程度，世界经济论坛和欧洲工商管理学院（INSEAD）发布的《全球資訊技术报告》对全球各经济体的进行世界資訊科技排名：
| 国家   | 2003 | 2008 | 2010 | 2011 | 2013 | 2014 | 2015 |
| ------ | ---- | ---- | ---- | ---- | ---- | ---- | ---- |
| 瑞典   | 1    | 2    | 1    | 1    | 3    | 3    | 3    |
| 丹麦   | 2    | 1    | 3    | 7    |      | 13   | 15   |
| 冰島   | 3    | 8    |      |      |      | 19   | 19   |
|        | 4    | 9    | 15   | 10   | 11   | 10   | 12   |
| 挪威   | 5    | 10   | 10   | 9    | 5    | 5    | 5    |
| 荷蘭   | 6    | 7    |      |      | 4    | 4    | 4    |
| 香港   | 7    |      |      |      | 14   | 8    | 14   |
| 芬兰   | 8    | 6    | 6    | 3    | 1    | 1    | 2    |
| 臺灣   | 9    |      | 11   | 6    |      | 14   | 18   |
| 加拿大 | 10   |      | 7    | 8    |      | 17   | 11   |
| 美国   | 11   | 4    | 5    | 5    | 9    | 7    | 7    |
| 瑞士   |      | 3    | 4    | 4    | 6    | 6    | 6    |
| 新加坡 |      | 5    | 2    | 2    | 2    | 2    | 1    |
| 英国   |      |      |      |      | 7    | 9    | 8    |

| 项目                | 臺灣         | 日本       | 英国        | 法國       | 德国        |             | 俄羅斯      | 备注   |
| ------------------- | ------------ | ---------- | ----------- | ---------- | ----------- | ----------- | ----------- | ------ |
| SCI论文（世界排名） | 2.43万（16） | 9.2万（5） | 11.4万（3） | 7.5万（6） | 10.7万（4） | 4.3万（11） | 3.2万（15） | [ 22 ] |
| EI论文（世界排名）  | 1.85万（10） | 2.9万（3） | 2.2万（5）  | 2.2万（6） | 2.5万（4）  | 1.6万（7）  | 1.1万（13） | [ 22 ] |

| 项目               | 臺灣        | 日本        | 英国       | 法國       | 德国        |            | 俄羅斯     | 备注   |
| ------------------ | ----------- | ----------- | ---------- | ---------- | ----------- | ---------- | ---------- | ------ |
| 专利数（世界排名） | 14138（10） | 176950（1） | 83523（4） | 5360（16） | 10811（11） | 17308（9） | 28808（6） | [ 22 ] |